# Lauten-Weschnitz
Lauten-Weschnitz ist ein Ortsteil der Gemeinde Rimbach im südhessischen Landkreis Bergstraße.

## Geographie
Das Straßendorf Lauten-Weschnitz liegt auf 200 m ü. NHN im Vorderen Odenwald, ca. 7,5 km östlich von Heppenheim und 3 km nordwestlich der Gemeindeverwaltung in Rimbach. Das Gebiet des Ortsteils besteht aus der Gemarkung Lauten-Weschnitz mit einer Fläche von 158 Hektar, davon sind 28 Hektar Wald.  Die Ortslage befindet sich auf 194 bis 235 m ü. NHN und der höchste Punkt der Gemarkung liegt bei etwa 414 Meter im Norden der Gemarkung. Durch den Ort fließt der Seidenbacch, der direkt nach der südlichen Gemarkungsgrenze in den Lörzenbach mündet, einem rechten westlichen Zufluss der Weschnitz. Die Gemarkungen Lauten-Weschnitz und  Mitlechtern bilden zusammen einen schmalen langgestreckten Zipfel, der sich zwischen die Stadt Heppenheim im Westen und die Gemeinde Fürth im Osten schiebt. Zwischen diesen Zipfel und den Hauptteil des Rimbacher Gemeindegebiets erhebt sich als Barriere eine auf gut 300 Meter ansteigende, teils bewaldete Anhöhe.
An den Ortsteil Lauten-Weschnitz grenzen, von Norden beginnend, im Uhrzeigersinn, Heppenheim-Scheuerberg und Fürth-Seidenbach, im Osten Fürth-Erlenbach,  Fürth-Linnenbach und die Kerngemeinde Fürth, im Süden und Westen Mitlechtern und Heppenheim-Mittershausen-Scheuerberg. Am südlichen Ortsrand verläuft die Bundesstraße 460 zwischen Heppenheim im Westen und Fürth im Odenwald im Osten. Von ihr führt eine Stichstraße in den Ort.

## Geschichte

### Von den Anfängen bis zum 18. Jahrhundert
Der Ort entstand im Gebiet der ehemaligen „Mark Heppenheim“. Am 20. Januar 773 schenkte Karl der Große die Stadt Heppenheim nebst dem zugehörigen Bezirk, der ausgedehnten „Mark Heppenheim“, dem Reichskloster Lorsch. Die erste Erwähnung findet sich 805, als parvum Ludenwiscoz auf der Steinurkunde im Untergeschoss des Nordturms von St. Peter in Heppenheim, wo sich eine Beschreibung des Heppenheimer Kirchspiel aus dieser Zeit befindet. Nach langen Streitigkeiten konnten sich die Kurpfalz und das Erzbistum Mainz Anfang des 14. Jahrhunderts über das Erbe aus dem Lorscher Abtei einigen und die pfälzer Teile, zu denen auch Lauten-Weschnitrz gehörte, wurden durch die Amtsvogtei Lindenfels verwaltet. Bis 1737 unterstand Lindenfels dem Oberamt Heidelberg, danach wurde Lindenfels ein selbständiges Oberamt.
Am 29. September 1414 verlieh Pfalzgraf Ludwig III. dem Schenk Eberhard VII. von der Fürstenauer Linie den Zehnten zu Erlenbach und die Dörfer Siegelsbrunn, Ludewisches und sein Teil an Scharbach (Siedelsbrunn und Lauten-Weschnitz) mit Gericht Vogtei und anderem Zubehör zum Mannlehen. Dieses Lehen wurde 1509 an Kurpfalz gegen das Dorf Hetzbach bei Beerfelden zurückgetauscht. In der Urkunde wurde der Name Ludenweschenz verwendet. Als Hochgericht für bestimmte Taten wie „Diebstahl, Mord, Mordgeschrei, Räuberei und Ketzerei“ war anfangs das Zentgericht der „Zent Heppenheim“ auf dem Landsberg zuständig, während die „Niedere Gerichtsbarkeit“ beim Halbgericht in Lauten-Weschnitz lag. Später (belegt ist 1613) war die Thalzent mit dem Oberhof in Lindenfels für Lauten-Weschnitz zuständig.

Unter Kurpfälzer Herrschaft gehörte Lauten-Weschnitz bis 1803 zum Amt Lindenfels und dort zur Thalzent. Das Gericht hatte gemeinsam mit Lindenfels eine Richtstätte in den »Faustenbacher Hecken auf dem Bühel«. Für deren Unterhaltung musste die Thalzent die Hälfte der Kosten tragen.
In seinem Siegel führte das Zentgericht ein Schild mit 3 Feldern. Im ersten Feld befand sich der Pfälzische Löwe, im zweiten die bayerischen Rauten und im dritten, untersten ein Knabe auf einem Hügel, über dessen Kopf eine Kugel schwebte.
In den Anfängen der Reformation sympathisierten die pfälzischen Herrscher offen mit dem lutherischen Glauben, aber erst unter Ottheinrich (Kurfürst von 1556 bis 1559) erfolgte der offizielle Übergang zur lutherischen Lehre. Danach wechselten seine Nachfolger und gezwungenermaßen auch die Bevölkerung mehrfach zwischen der lutherischen, reformierten und calvinistischen Religion. Im Heidelberger Oberamtscompetenzbuch vom Jahr 1610 ist Lautern-Weschnitz als Filiale von Rimbach erwähnt.
Im Jahr 1613 wurden 5 Huben mit 5 leibeigene Männer und 3 Frauen gezählt.
Am Ende des Dreißigjährigen Kriegs (1648) dürfte der Ort wie viele Gebiete der Kurpfalz fast menschenleer gewesen sein.
Nach dem verheerenden Krieg betrieb die Kurpfalz auf ihrem Gebiet eine durch religiöse Toleranz geprägte Wiederansiedlungspolitik. Doch die in der unruhigen Folgezeit ausbrechenden Kriege wie der Pfälzische Erbfolgekrieg (1688–1697) und der Spanische Erbfolgekrieg (1701–1714) machte viele der Bemühungen wieder zunichte und Zehntausende Pfälzer emigrierten u. a. nach Nordamerika und Preußen.
Auch in religiöser Hinsicht war die Zeit nach dem Dreißigjährigen Krieg von großer Unruhe geprägt. 1685 starb die reformierte Linie Pfalz-Simmern aus und die katholischen Vettern der Linie Pfalz-Neuburg traten mit Kurfürst Philipp Wilhelm die Regierung in der Kurpfalz an. Dieser ordnete die Gleichstellung des katholischen Glaubens, in der mehrheitlich evangelischen bevölkerten Pfalz, an. Schon während des Pfälzischen Erbfolgekriegs hatte Frankreich versucht, in den eroberten Gebieten die Gegenreformation voranzutreiben, und etliche katholische Pfarreien gegründet. Der Krieg endete 1697 mit dem Frieden von Rijswijk, der die Stellung des zu diesem Zeitpunkt regierenden katholischen Kurfürsten Johann Wilhelm stärkte. Dies führte am 26. Oktober 1698 zum Erlass des Simultaneum. Danach waren die Katholiken berechtigt alle reformierten Einrichtungen wie Kirchen, Schulen und Friedhöfe mitzunutzen, während dies umgekehrt nicht erlaubt wurde. Weiterhin wurde die bis dahin selbständige reformierte Kirchenverwaltung dem Landesherren unterstellt. Erst auf Betreiben Preußens kam es 1705 zur sogenannten Pfälzische Kirchenteilung in der das Simultanum rückgängig gemacht wurde und die Kirchen im Land wurden mitsamt Pfarrhäusern und Schulen zwischen den Reformierten und den Katholiken im Verhältnis fünf zu zwei aufgeteilt. Sonderregelungen gab es für die drei Hauptstädte Heidelberg, Mannheim und Frankenthal sowie die Oberamtsstädte Alzey, Kaiserslautern, Oppenheim, Bacharach und Weinheim. In den Städten mit zwei Kirchen sollte die eine den Protestanten und die andere den Katholiken zufallen; in den anderen, wo nur eine Kirche bestand, der Chor vom Langhaus durch eine Mauer geschieden, und jener den Katholiken, dieses den Protestanten eingeräumt werden. Den Lutheranern wurden nur jene Kirchen zugestanden, die sie im Jahr 1624 besaßen oder danach gebaut hatten.
Im Jahr 1784 wird Lauten-Weschnitz als Ort mit 12 Häusern und einer Mühle, darin 22 Familien mit 81 Seelen beschrieben. Die Gemarkung enthielt 98 Morgen Ackerland, 32 Morgen Wiesen, 5 Morgen Gärten, und 23 Morgen Wald.
Der „Ganzen Zehnt“ bezog das adlige Geschlecht der Wambolt von Umstadt zur einen, und der lutherische Pfarrer des gräflich erbachischen Dorfes Rimbach zur anderen Hälfte.
Die Gerichtsbarkeit und die hoheitliche Verwaltung über Lauten-Weschnitz lag bei der Thal-Zent des Oberamts Lindenfels der Pfalzgrafschaft bei Rhein (im Kurfürstentum Pfalzbayern ab 1777).

### 19. Jahrhundert bis heute

#### Lauten-Weschnitz wird hessisch
Als Folge der Napoleonischen Kriege wurde bereits 1797 das „Linke Rheinufer“ und damit der linksrheinische Teil der Kurpfalz durch Frankreich annektiert. In der letzten Sitzung des Immerwährenden Reichstags in Regensburg wurde im Februar 1803 der Reichsdeputationshauptschluss verabschiedet, der die Bestimmungen des Friedens von Luneville umsetzte, und die territorialen Verhältnisse im Heiligen Römischen Reich (Deutscher Nation) neu regelte. Dabei erhielt die Landgrafschaft Hessen-Darmstadt, als Ausgleich für verlorene rechtsrheinische Gebiete, unter anderem Teile der aufgelösten Fürstentümer Kurmainz, Kurpfalz und des Worms zugesprochen. Auch das Oberamt Lindenfels und mit ihm Lauten-Weschnitz kamen an Hessen-Darmstadt. Dort wurde das Oberamt vorläufig als hessische Amtsvogtei weitergeführt. Die übergeordnete Verwaltungsbehörde war der „Regierungsbezirk Darmstadt“ der ab 1803 auch als „Fürstentum Starkenburg“ bezeichnet wurde.
In der Landgrafschaft Hessen-Darmstadt wurde mit Ausführungsverordnung vom 9. Dezember 1803 das Gerichtswesen neu organisiert. Für das Fürstentum Starkenburg wurde das „Hofgericht Darmstadt“ als Gericht der zweiten Instanz eingerichtet. Die Rechtsprechung der ersten Instanz wurde durch die Ämter bzw. Standesherren vorgenommen. Das Hofgericht war für normale bürgerliche Streitsachen Gericht der zweiten Instanz, für standesherrliche Familienrechtssachen und Kriminalfälle die erste Instanz. Übergeordnet war das Oberappellationsgericht Darmstadt. Damit hatten die „Zent Heppenheim“ und die mit ihr verbundenen Zentgerichte endgültig ihre Funktion eingebüßt.
Unter Druck Napoléons gründete sich 1806 der Rheinbund, dies geschah mit dem gleichzeitigen Reichsaustritt der Mitgliedsterritorien.
Dies führte am 6. August 1806 zur Niederlegung der Reichskrone, womit das alte Reich aufhörte zu bestehen.
Am 14. August 1806 erhob Napoleon die Landgrafschaft Hessen-Darmstadt, gegen den Beitritt zum Rheinbund und Stellung hoher Militärkontingente an Frankreich, zum Großherzogtum, andernfalls drohte er mit Invasion.
1812 wurde der Amtsbereich des „Amts Lindenfels“ aufgeteilt und Lauten-Weschnitz dem ehemals mainzischen „Amt Fürth“ zugewiesen.
Die Übergeordnete Verwaltungsbehörde war der „Regierungsbezirk Darmstadt“ der ab 1803 auch als „Fürstentum Starkenburg“ bezeichnet wurde. Im Jahr 1814 wurde die Leibeigenschaft im Großherzogtum aufgehoben.
Nach der endgültigen Niederlage Napoléons regelte der Wiener Kongress 1814/15 auch die territorialen Verhältnisse für Hessen und bestätigte die Grenzen des Fürstentums Starkenburg. Darüber hinaus wurden dem Großherzogtum Hessen durch Artikel 47 weitere Gebiete zugewiesen, unter anderem Worms, Alzey, Bingen und Mainz, ein Gebiet, das als Rheinhessen bezeichnet wurde. 1815 trat das Großherzogtum dem Deutschen Bund bei. Durch das Traktat von Frankfurt vom 30. Juni 1816 trat Großherzog Ludwig infolge des Deutschen Kriegs das schon vor dem Reichsdeputationshauptschluss am 6. September 1802 besetzte Herzogtum Westfalen an den König von Preußen ab.
1816 wurden im Großherzogtum Provinzen gebildet und das vorher als „Fürstentum Starkenburg“ bezeichnete Gebiet, das aus den südlich des Mains gelegenen alten Hessischen und den ab 1803 hinzugekommenen rechtsrheinischen Territorien bestand, in „Provinz Starkenburg“ umbenannt.
Am 17. Dezember 1820 wurde das Großherzogtum mit der Einführung der „Verfassung des Großherzogtums Hessen“ eine konstitutionelle Monarchie, in der der Großherzog aber noch große Machtbefugnisse hatte. Die noch bestehenden standesherrlichen Rechte wie Niedere Gerichtsbarkeit, Zehnten, Grundzinsen und andere Gefälle blieben aber noch bis 1848 bestehen.
1821 wurden im Rahmen einer umfassenden Verwaltungsreform die Amtsvogteien in den Provinzen Starkenburg und Oberhessen des Großherzogtum aufgelöst und Landratsbezirke eingeführt, wobei Lauten-Weschnitz zum Landratsbezirk Lindenfels kam. Im Rahmen dieser Reform wurden auch Landgerichte geschaffen, die jetzt unabhängig von der Verwaltung waren. Deren Gerichtsbezirke entsprachen in ihrem Umfang den Landratsbezirken. Für den Landratsbezirk Lindenfels war das Landgericht Fürth als Gericht erster Instanz zuständig. Diese Reform ordnete auch die Verwaltung auf Gemeindeebene neu. So war die Bürgermeisterei in Ellenbach auf für die Orte Erlenbach, Eulsbach, Lauten-Weschnitz und Linnenbach zuständig.
Entsprechend der Gemeindeverordnung vom 30. Juni 1821 gab es keine Einsetzungen von Schultheißen mehr, sondern einen gewählten Ortsvorstand, der sich aus Bürgermeister, Beigeordneten und Gemeinderat zusammensetzte.
Die Statistisch-topographisch-historische Beschreibung des Großherzogthums Hessen berichtet 1829 über Lauten-Weschnitz:

„Lautenweschniz (L. Bez. Lindenfels) reform. Filialdorf; liegt 1 St. von Lindenfels und hat 15 Häuser und 103 Einw., die bis auf 21 Luth. und 6 Kath., reformirt sind. Der Ort kommt in der Heppenheimer Markbeschreibung von 805 unter dem Namen Ludenwisgoz vor. Er war pfälzisch und ist 1802 an Hessen gekommen.“

1832 wurden die Verwaltungseinheiten weiter vergrößert und es wurden Kreise geschaffen. Nach der am 20. August 1832 bekanntgegebenen Neugliederung sollte es in Süd-Starkenburg künftig nur noch die Kreise Bensheim und Lindenfels geben; der Landratsbezirk von Heppenheim sollte in den Kreis Bensheim fallen. Noch vor dem Inkrafttreten der Verordnung zum 15. Oktober 1832 wurde diese aber dahingehend revidiert, dass statt des Kreises Lindenfels neben dem Kreis Bensheim der Kreis Heppenheim als zweiter Kreis gebildet wurde, zu dem jetzt Lauten-Weschnitz gehörte. 1842 wurde das Steuersystem im Großherzogtum reformiert und der Zehnte und die Grundrenten (Einnahmen aus Grundbesitz) wurden durch ein Steuersystem ersetzt, wie es in den Grundzügen heute noch existiert.
Nach der am 16. März 1842 verfügten Änderung der Administrativen Verwaltung, gab es jetzt ein Bürgermeisterei in Erlenbach die auch für Lauten-Weschnitz zuständig war. 1860 kam noch Linnenbach hinzu.
Im Neuestes und gründlichstes alphabetisches Lexicon der sämmtlichen Ortschaften der deutschen Bundesstaaten von 1845 heißt es:

„Lautenweschnitz b. Lindenfels. – Dorf, zur evangel. Pfarrei Rimbach gehörig. – 15 H. 103 (meistens reformirte) E. – Großherzogth. Hessen. – Provinz Starkenburg. – Kreis Heppenheim. – Landgericht Fürth. – Hofgericht Darmstadt. – Das Dorf Lautenweschnitz war früher churpfälzisch und ist im Jahre 1802 an Hessen abgetreten worden.“

Infolge der Märzrevolution 1848 wurden mit dem „Gesetz über die Verhältnisse der Standesherren und adeligen Gerichtsherren“ vom 15. April 1848 die standesherrlichen Sonderrechte endgültig aufgehoben.
Darüber hinaus wurden in den Provinzen, die Kreise und die Landratsbezirke des Großherzogtums am 31. Juli 1848 abgeschafft und durch „Regierungsbezirke“ ersetzt, wobei die bisherigen Kreise Bensheim und Heppenheim zum Regierungsbezirk Heppenheim vereinigt wurden. Bereits vier Jahre später, im Laufe der Reaktionsära, kehrte man aber zur Einteilung in Kreise zurück und Ellenbach wurde Teil des neu geschaffenen Kreises Lindenfels.
Die im Dezember 1852 aufgenommenen Bevölkerungs- und Katasterlisten ergaben für Lautenweschnitz: Reformatorisches Filialdorf mit 150 Einwohnern. Die Gemarkung besteht aus 631 Morgen, davon 375 Morgen Ackerland, 101 Morgen Wiesen und 139 Morgen Wald.
In den Statistiken des Großherzogtums Hessen werden, bezogen auf Dezember 1867, für das Filialdorf Lauten-Weschnitz mit der Bürgermeisterei in Erlenbach, 24 Häuser, 158 Einwohnern, der Kreis Lindenfels, das Landgericht Fürth, die evangelische reformierte Pfarrei Schlierbach bzw. die lutheranische Pfarrei Rimbach des Dekanats Lindenfels und die katholische Pfarrei Lindenfels des Dekanats Heppenheim, angegeben.
1870 provozierte der preußische Ministerpräsident Otto von Bismarck durch die sogenannte Emser Depesche den Deutsch-Französischen Krieg, in dem das Großherzogtum Hessen als Mitglied des Norddeutschen Bundes an der Seite Preußens teilnahm. Noch vor dessen offiziellen Ende am 10. Mai 1871 traten die süddeutschen Staaten dem Norddeutschen Bund bei und am 1. Januar 1871 trat dessen neu Verfassung in Kraft, mit der er sich nun Deutsches Reich nannte.
Auf deutscher Seite forderte dieser Krieg ca. 41.000 Tote. Mit dem Reichsmünzgesetz gab es Deutschland nur noch eine Währung, die Mark mit 100 Pfennigen als Untereinheit.
Nachdem das Großherzogtum Hessen ab 1871 Teil des Deutschen Reiches war, wurden 1874 eine Reihe von Verwaltungsreformen beschlossen. So wurden die landesständige Geschäftsordnung sowie die Verwaltung der Kreise und Provinzen durch Kreis- und Provinzialtage geregelt. Die Neuregelung trat am 12. Juli 1874 in Kraft und verfügte auch die Auflösung der Kreise Lindenfels und Wimpfen und die Wiedereingliederung Lauten-Weschnitz in den Kreis Heppenheim.
Anlässlich der Einführung des Gerichtsverfassungsgesetzes mit Wirkung vom 1. Oktober 1879, infolge derer die bisherigen großherzoglich hessischen Landgerichte durch Amtsgerichte an gleicher Stelle ersetzt wurden, während die neu geschaffenen Landgerichte nun als Obergerichte fungierten, kam es zur Umbenennung in „Amtsgericht Fürth“ und Zuteilung zum Bezirk des Landgerichts Darmstadt.
Am Ende des 19. Jahrhunderts kündigte sich für den Odenwald langsam das Industriezeitalter an. So leistete die ab 1839 erbaute Staatsstraße von Worms über Bensheim durch das Lautertal nach Lindenfels und weiter bis Michelstadt einen wichtigen Beitrag zur Verbesserung der Infrastruktur des vorderen Odenwaldes. Sie erhielt den auf die Nibelungensage hinweisenden Namen „Nibelungenstraße“.
Im Jahr 1869 wurde die Eröffnung der Nibelungenbahn von Worms über Lorsch nach Bensheim gefeiert, wo sie Anschluss an die bereits 1846 fertiggestellten Main-Neckar-Bahn hatte.
Für das Jahr 1900 waren weitere Infrastrukturverbesserungen zu vermelden, so wurde bei Worms sowohl die Ernst-Ludwig-Brücke für den Straßenverkehr, als auch die Eisenbahnbrücke über den Rhein dem Verkehr übergeben. Dass die Zeiten aber auch von viel Armut geprägt waren, zeigen die Zahlen der Auswanderer. So wurden von 1881 bis 1900 529.875 deutsche Auswanderer gezählt.
Am 1. Januar 1900 trat im ganzen deutschen Reich das Bürgerliche Gesetzbuch in Kraft.

#### Zeit der Weltkriege
Am 1. August 1914 brach der Erste Weltkrieg aus, der im ganzen Deutschen Reich der positiven wirtschaftlichen Entwicklung ein Ende setzte. Als nach der deutschen Niederlage am 11. November 1918 der Waffenstillstand unterschrieben wurde, hatte auch Lauten-Weschnitz Gefallene zu beklagen, während der Krieg insgesamt rund 17 Millionen Menschenopfer kostete.
Das Ende des Deutschen Kaiserreiches war damit besiegelt, und die unruhigen Zeiten der Weimarer Republik folgten, in denen zwischen 1921 und 1930 rund 566.000 Auswanderer versuchten, den schwierigen Verhältnissen in Deutschland zu entfliehen.
Im Jahr 1927 wurde Gemarkungsgröße mit 157,6 ha angegeben.
Am 30. Januar 1933 wurde Adolf Hitler Reichskanzler, was das Ende der Weimarer Republik und den Beginn der Nationalsozialistischen Diktatur bedeutete.
Die hessischen Provinzen Starkenburg, Rheinhessen und Oberhessen wurden 1937 nach der 1936 erfolgten Auflösung der Provinzial- und Kreistage aufgehoben. Zum 1. November 1938 trat dann eine umfassende Gebietsreform auf Kreisebene in Kraft. In der ehemaligen Provinz Starkenburg war der Kreis Bensheim besonders betroffen, da er aufgelöst und zum größten Teil dem Kreis Heppenheim zugeschlagen wurde. Der Kreis Heppenheim übernahm auch die Rechtsnachfolge des Kreises Bensheim und erhielt den neuen Namen Landkreis Bergstraße.
Im November 1938 brachte die sogenannte Reichskristallnacht den jüdischen Mitbürgern Not und Elend.
Am 1. September 1939 begann mit dem Einmarsch deutscher Truppen in Polen der Zweite Weltkrieg, der in seinen Auswirkungen noch weit dramatischer war als der Erste Weltkrieg und dessen Opferzahl auf 60 bis 70 Millionen Menschen geschätzt werden.
In der Endphase des Zweiten Weltkrieges in Europa erreichen die amerikanischen Verbände Mitte März 1945 den Rhein zwischen Mainz und Mannheim. Am 22. März überquerte die 3. US-Armee bei Oppenheim den Rhein und besetzte am 25. März Darmstadt. In den ersten Stunden des 26. März 1945 überquerten amerikanische Einheiten bei Hamm und südlich von Worms den Rhein von wo sie auf breiter Front gegen die Bergstraße vorrücken. Am 27. März standen die amerikanischen Truppen in Lorsch, Bensheim und Heppenheim und einen Tag später waren Aschaffenburg am Main sowie der westliche und nördlichen Teil des Odenwaldes besetzt. Der Krieg in Europa endete mit der bedingungslosen Kapitulation aller deutschen Truppen, die am 8. Mai 1945 um 23:01 Uhr mitteleuropäischer Zeit in Kraft trat.
Das Großherzogtum Hessen war von 1815 bis 1866 ein Mitgliedsstaat des Deutschen Bundes und danach ein Bundesstaat des Deutschen Reiches. Es bestand bis 1919, nach dem Ersten Weltkrieg wurde das Großherzogtum zum republikanisch verfassten Volksstaat Hessen. 1945 nach Ende des Zweiten Weltkriegs befand sich das Gebiet des heutigen Hessen in der amerikanischen Besatzungszone und durch Weisung der Militärregierung entstand Groß-Hessen, aus dem das Bundesland Hessen in seinen heutigen Grenzen hervorging.

#### Nachkriegszeit und Gegenwart
Wie die Einwohnerzahlen von 1939 bis 1950 zeigen hatte auch Lauten-Weschnitz viele Flüchtlinge und Vertriebene aus den ehemaligen deutschen Ostgebieten zu verkraften.
Erst 1952 erhielt Lauten-Weschnitz eine eigenständige Bürgermeisterei, womit die Trennung von Erlenbach vollzogen wurde.
Im Jahr 1961 wurde die Gemarkungsgröße mit 158 ha angegeben, davon waren 28 ha Wald.
Im Jahr 1971 beschloss die Gemeindevertretung, im Zuge der Gebietsreform in Hessen, mit vier Stimmen für Rimbach gegen zwei Stimmen für Fürth, die Eingliederung in die Gemeinde Rimbach zu beantragen. zum 31. Dezember 1971 wurde Lauten-Weschnitz ein Ortsteil der Gemeinde Rimbach, der einen eigenen Ortsbezirk nach der Hessischen Gemeindeordnung bildete.

### Verwaltungsgeschichte im Überblick
Die folgende Liste zeigt die Staaten und Verwaltungseinheiten, denen Lauten-Weschnitz angehört(e):
- vor 1737: Heiliges Römisches Reich, Pfalzgrafschaft bei Rhein, Oberamt Heidelberg, Amt Lindenfels Thal-Zent
- ab 1737: Heiliges Römisches Reich, Pfalzgrafschaft bei Rhein, Oberamt Lindenfels, Thal-Zent
- ab 1777: Heiliges Römisches Reich, Kurfürstentum Pfalzbayern, Pfalzgrafschaft bei Rhein, Oberamt Lindenfels, Thal-Zent
- ab 1803: Heiliges Römisches Reich, Landgrafschaft Hessen-Darmstadt,[Anm. 2] Fürstentum Starkenburg, Amt Lindenfels
- ab 1806: Großherzogtum Hessen,[Anm. 3] Fürstentum Starkenburg, Amt Lindenfels
- ab 1812: Großherzogtum Hessen, Fürstentum Starkenburg, Amt Fürth
- ab 1815: Großherzogtum Hessen[Anm. 4], Provinz Starkenburg, Amt Fürth
- ab 1821: Großherzogtum Hessen, Provinz Starkenburg, Landratsbezirk Lindenfels[Anm. 5]
- ab 1832: Großherzogtum Hessen, Provinz Starkenburg, Kreis Heppenheim
- ab 1848: Großherzogtum Hessen, Regierungsbezirk Heppenheim
- ab 1852: Großherzogtum Hessen, Provinz Starkenburg, Kreis Lindenfels
- ab 1871: Deutsches Reich,[Anm. 6] Großherzogtum Hessen, Provinz Starkenburg, Kreis Lindenfels
- ab 1874: Deutsches Reich, Großherzogtum Hessen, Provinz Starkenburg, Kreis Heppenheim
- ab 1918: Deutsches Reich, Volksstaat Hessen,[Anm. 7] Provinz Starkenburg, Kreis Heppenheim
- ab 1938: Deutsches Reich, Volksstaat Hessen, Landkreis Bergstraße[30][Anm. 8]
- ab 1945: Amerikanische Besatzungszone,[Anm. 9] Groß-Hessen, Regierungsbezirk Darmstadt, Landkreis Bergstraße
- ab 1949: Amerikanische Besatzungszone, Hessen Regierungsbezirk Darmstadt, Landkreis Bergstraße
- ab 1949: Bundesrepublik Deutschland, Hessen, Regierungsbezirk Darmstadt, Landkreis Bergstraße
- ab 1972: Bundesrepublik Deutschland, Hessen, Regierungsbezirk Darmstadt, Landkreis Bergstraße, Gemeinde Rimbach[Anm. 10]

## Bevölkerung

### Einwohnerentwicklung
| • 1613: | 10 Leibeigene (7 Männer, 3 Frauen)    |
| • 1784: | 81 Seelen, 12 Häusern mit 22 Familien |
| • 1829: | 103 Einwohner, 15 Häuser              |

| Lauten-Weschnitz: Einwohnerzahlen von 1784 bis 2023 | Lauten-Weschnitz: Einwohnerzahlen von 1784 bis 2023 | Lauten-Weschnitz: Einwohnerzahlen von 1784 bis 2023 | Lauten-Weschnitz: Einwohnerzahlen von 1784 bis 2023 | Lauten-Weschnitz: Einwohnerzahlen von 1784 bis 2023 |
| --- | --------------------------------------------------- | --------------------------------------------------- | --------------------------------------------------- | --------------------------------------------------- |
| Jahr |                                                     |                                                     |                                                     | Einwohner                                           |
| 1784 | 1784                                                |                                                     | 81                                                  | 81                                                  |
| 1800 | 1800                                                |                                                     | ?                                                   | ?                                                   |
| 1829 | 1829                                                |                                                     | 103                                                 | 103                                                 |
| 1834 | 1834                                                |                                                     | 128                                                 | 128                                                 |
| 1840 | 1840                                                |                                                     | 138                                                 | 138                                                 |
| 1846 | 1846                                                |                                                     | 154                                                 | 154                                                 |
| 1852 | 1852                                                |                                                     | 150                                                 | 150                                                 |
| 1858 | 1858                                                |                                                     | 134                                                 | 134                                                 |
| 1864 | 1864                                                |                                                     | 143                                                 | 143                                                 |
| 1871 | 1871                                                |                                                     | 148                                                 | 148                                                 |
| 1875 | 1875                                                |                                                     | 152                                                 | 152                                                 |
| 1885 | 1885                                                |                                                     | 177                                                 | 177                                                 |
| 1895 | 1895                                                |                                                     | 160                                                 | 160                                                 |
| 1905 | 1905                                                |                                                     | 174                                                 | 174                                                 |
| 1910 | 1910                                                |                                                     | 176                                                 | 176                                                 |
| 1925 | 1925                                                |                                                     | 201                                                 | 201                                                 |
| 1939 | 1939                                                |                                                     | 199                                                 | 199                                                 |
| 1946 | 1946                                                |                                                     | 255                                                 | 255                                                 |
| 1950 | 1950                                                |                                                     | 300                                                 | 300                                                 |
| 1956 | 1956                                                |                                                     | 247                                                 | 247                                                 |
| 1961 | 1961                                                |                                                     | 254                                                 | 254                                                 |
| 1967 | 1967                                                |                                                     | 264                                                 | 264                                                 |
| 1970 | 1970                                                |                                                     | 282                                                 | 282                                                 |
| 1990 | 1990                                                |                                                     | ?                                                   | ?                                                   |
| 2000 | 2000                                                |                                                     | ?                                                   | ?                                                   |
| 2007 | 2007                                                |                                                     | 380                                                 | 380                                                 |
| 2011 | 2011                                                |                                                     | 336                                                 | 336                                                 |
| 2015 | 2015                                                |                                                     | 361                                                 | 361                                                 |
| 2020 | 2020                                                |                                                     | 320                                                 | 320                                                 |
| 2023 | 2023                                                |                                                     | 309                                                 | 309                                                 |
| Datenquelle: Historisches Gemeindeverzeichnis für Hessen: Die Bevölkerung der Gemeinden 1834 bis 1967. Wiesbaden: Hessisches Statistisches Landesamt, 1968. Weitere Quellen: LAGIS; Gemeinde Rimbach; Zensus 2011; 2021 |                                                     |                                                     |                                                     |                                                     |

### Einwohnerstruktur 2011
Nach den Erhebungen des Zensus 2011 lebten am Stichtag dem 9. Mai 2011 in Lauten-Weschnitz 336 Einwohner. Darunter waren 12 (3,6 %) Ausländer.
Nach dem Lebensalter waren 80 Einwohner unter 18 Jahren, 159 zwischen 18 und 49, 54 zwischen 50 und 64 und 63 Einwohner waren älter.
Die Einwohner lebten in 132 Haushalten. Davon waren 33 Singlehaushalte, 30 Paare ohne Kinder und 54 Paare mit Kindern, sowie 15 Alleinerziehende und keine Wohngemeinschaften. In 18 Haushalten lebten ausschließlich Senioren/-innen und in 84 Haushaltungen lebten keine Senioren/-innen.

### Historische  Religionszugehörigkeit
| • 1829: | 21 evangelisch-lutherische (= 20,39 %), 76 evangelisch-reformierte (= 73,79 %) und 6 katholische (= 5,82 %) Einwohner |
| • 1961: | 189 evangelische (= 74,41 %) und 56 katholische (= 22,05 %) Einwohner                                                 |

## Politik
Ortsbeirat
Für Lauten-Weschnitz besteht ein Ortsbezirk (Gebiete der ehemaligen Gemeinde Lauten-Weschnitz) mit Ortsbeirat und Ortsvorsteher, nach Maßgabe der §§ 81 und 82 HGO und des Kommunalwahlgesetzes in der jeweils gültigen Fassung gebildet. Der Ortsbeirat besteht aus fünf Mitgliedern. Bei den Kommunalwahlen in Hessen 2021 betrug die Wahlbeteiligung zum Ortsbeirat Lauten-Weschnitz 62,03 %. Es wurden gewählte: vier Mitglieder der SPD. Der Ortsbeirat wählte Anni Leinen zur Ortsvorsteherin.

## Verkehr
Durch den Ort führt die hier Siegfriedstraße genannte Bundesstraße 460. Durch die besondere Lage des Ortsteils gibt es innerhalb des Gemeindegebietes keine Straßenverbindung nach Rimbach-Mitte. Vielmehr führt der Verkehr zum Hauptort durch den Fürther Ortsteil Lörzenbach, wo die B 460 auf die Bundesstraße 38 trifft.